# Красная Горка (Альметьевский район)
 Красная Горка  — деревня в Альметьевском районе Татарстана. Входит в состав Ямашинского сельского поселения.

## География
Находится в юго-восточной части Татарстана на расстоянии приблизительно 43 км по прямой на северо-запад от районного центра города Альметьевск у речки Кичуй.

## История
Основана в 1930-х годах.

## Население
Постоянных жителей было: в 1938 году — 103, в 1949 — 95, в 1958—106, в 1970 — 89, в 1979 — 69, в 1989 — 34, в 2002 — 35 (русские 100 %), 27 в 2010.